# Salvia japonica
Salvia japonica là một loài thực vật có hoa trong họ Hoa môi. Loài này được Thunb. miêu tả khoa học đầu tiên năm 1783.

## Hình ảnh

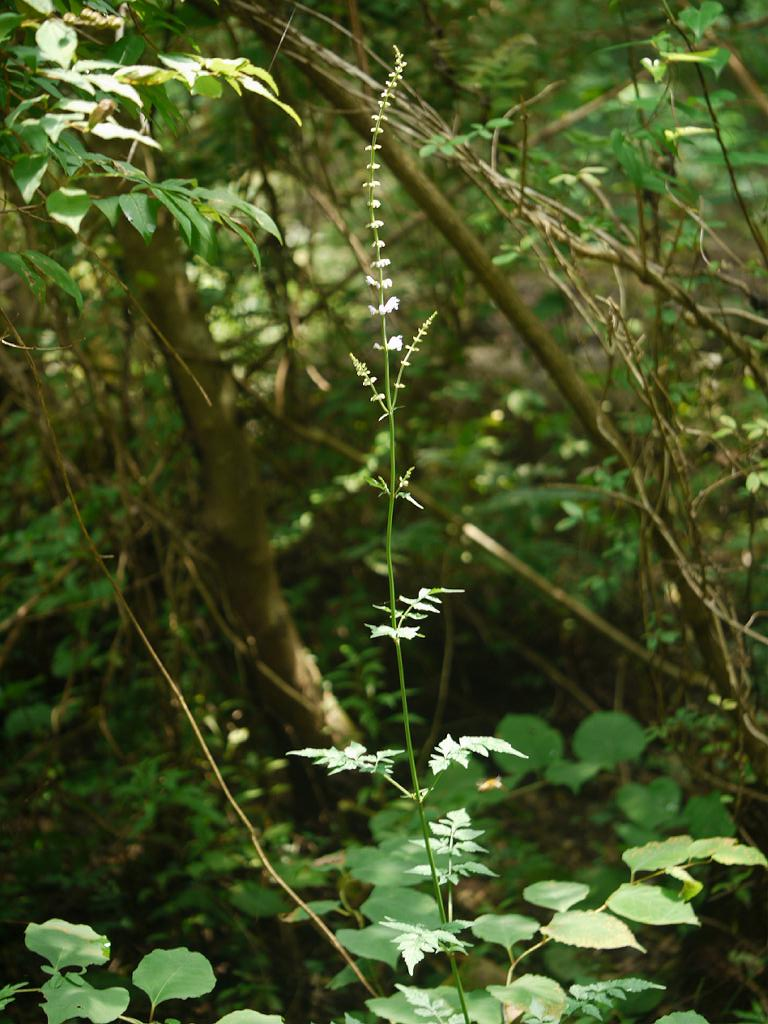
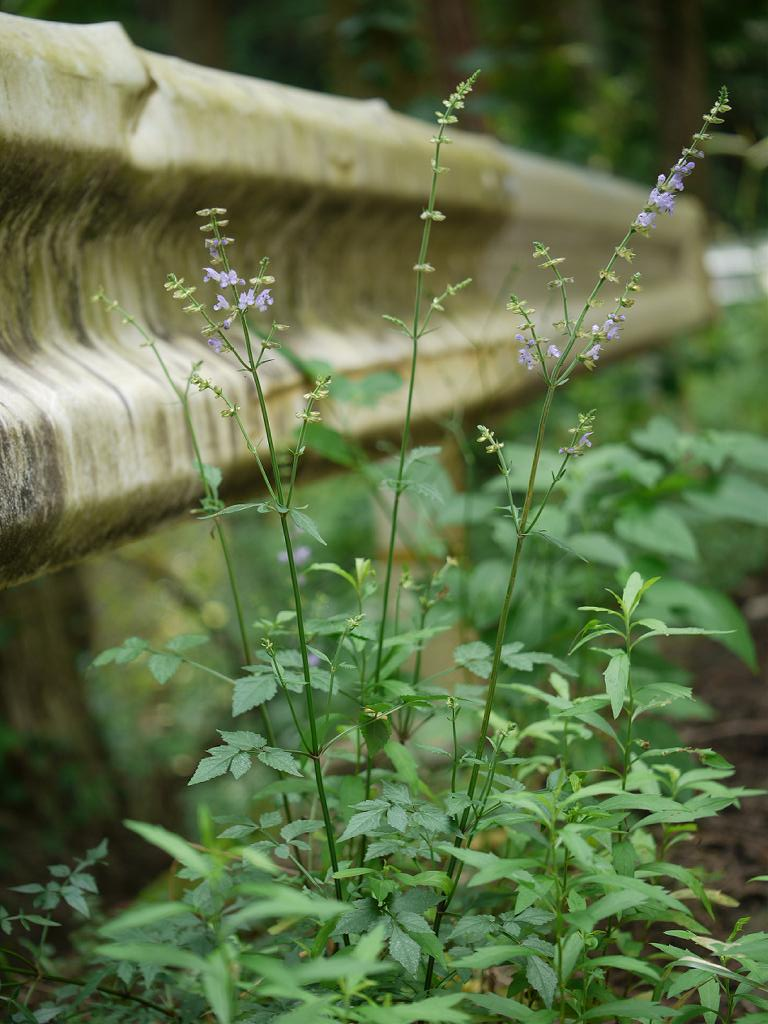